# Бельгійська біло-блакитна
Бельгі́йська біло-блакитна (фр. Blanc bleu belge) — м'ясна порода великої рогатої худоби, виведена у Бельгії. Форма тіла зі скульптурними м'язами відома також під назвою «подвійний мускулізм» (англ. double-muscling). Поява бельгійської біло-блакитної відома як «подвійний чинить тиск». Фенотип розвиненої мускулатури виникає внаслідок збільшення числа м'язових волокон (гіперплазія), а не нормального розширення окремих м'язових волокон (гіпертрофія).
Дана порода є схожою до іншої породи великої рогатої худоби, відомої під назвою П'ємонтез.
Бельгійська біло-блакитна названа на честь сіро-блакитного строкатого кольору шерсті, проте її колір може варіюватися від білого до чорного.

## Історія
На початку 20-го століття відбулись перші спроби розведення тварин подвійного призначення від досить однорідної місцевої худоби і дуже популярної на той час шортгорнської породи. Після початку Першої світової війни селекція призупинилася. У 1919 році було видано сільськогосподарський Статут у формі королівського указу, який проклав шлях для подальшого розвитку породи.
Селекційна робота почалася знову, але з чіткою метою: виведення породи великої рогатої худоби «подвійного призначення», з хорошим ростом середньої м'язової структури і хорошою віддачею молока (4 000 літрів при жирності 3,5%). Ця тенденція твердо зберігалася до 1950-х років.
Роки з 1950 по 1960, були періодом переходу, протягом якого стали чітко прослідковуватись ранні ознаки нової орієнтації селекції. Остаточний розподіл напрямків виведення нової породи відбувся між 1960 і 1970-ими роками.
Спершу для биків, а пізніше для корів, була надана явна перевага м'ясному розвитку. З'явився новий тип породи, що поєднував значний розвиток м'язів (плечі, холка спини, поперек і задні кінцівки), розмір, невелику, але міцну структуру кісткової тканини, гармонійні контури з круглими ребрами, приховані стегна й окремо стоячий хвіст.
У 1973 році порода, яка до того називалася «race de Moyenne et Haute Belgique», була перейменована на Бельгійську біло-блакитну породу і була розділена на 2 окремих типи: м'ясистий та тип подвійного призначення.

### Тип подвійного призначення
Деякі завідники продовжували вибирати тварин з комбінованими ознаками: корови мали давати багато молока та м'яса. У регіоні Мобеж у Франції був виведений спеціальний тип породи Бельгійська біло-блакитна «Bleue du Nord». З запровадженням у 1999 році плану захисту зникаючих видів, інтерес до цієї галузі подвійного призначення зростає і станом на 2005 рік орієнтовно 150 завідників займаються розведенням породи подвійного призначення. Вони розташовані в основному в бельгійських провінціях Ено та Брабант. Корови цього типу здатні давати до 6 000 літрів молока на рік.

### М'ясний тип
Інша частина заводчиків спрямувала свої зусилля на схрещення найбільш м'ясистих порід між собою. Бельгійська біло-блакитна стала чітко вираженою м'ясною породою худоби з наступними рисами та перевагами: інтенсивним розвитком м'язів, якісним ніжним м'ясом, швидким ростом, раннім дозріванням, покірністю та однорідністю.

## Характеристики

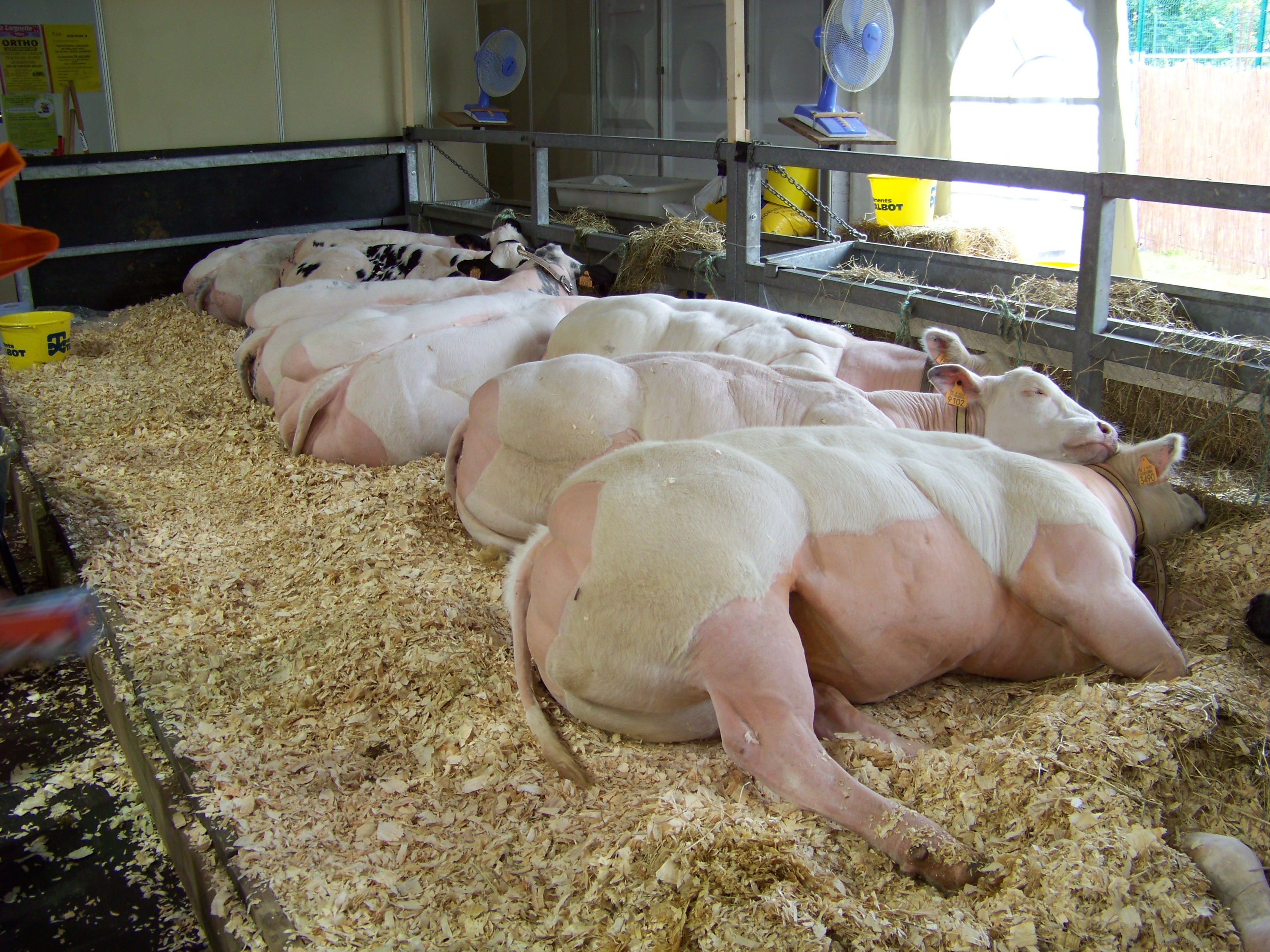
Завдяки розвиненим м'язам в області стегон, корови Бельгійської біло-голубої віддалено нагадують свиней

Маса дорослого бика коливається від 1 100 до 1 250 кг, висота в холці становить від 1,45 до 1,50 м. Іноді можна зустріти тварин, важчих 1 300 кг.
Середня вага дорослої корови на початку вагітності становить 700 —750 кг, висота в холці — від 132 до 134 см. Деякі корови можуть досягати маси до 900 кг, а їх висота може перевищувати 140 см.
Для породи характерні три типи кольору шерсті: повністю білий, блакитний та чорний. Ці 3 фенотипи відповідають ізоляції пари генів, успадкованих від Шортгорнської породи. Блакитний колір є проміжним, гетерозиготним фенотипом.
Серед цих 3 варіантів масті, чорний є найменш популярним у Бельгії. Однак, в Шотландії, чорні бельгійські блакитні бики популярні для схрещування з коровами породи Ангус.
Корови Бельгійської біло-блакитної скоростиглі і досягають статевої зрілості раніше, ніж самки інших м'ясних порід. Середній вік, в якому відбувається перше отелення складає 29-30 місяців. У деяких стадах телиці теляться на 24-у місяці. Бельгійська біло-блакитна належить до групи порід з відносно коротким терміном вагітності. Для плоду чоловічої статі він становить 282,6 дня, для плоду жіночої статі —281,6 дня. Частота появи близнюків становить приблизно 2,3%.
| Показник                  | Бики      | Корови    |
| ------------------------- | --------- | --------- |
| Вага при народженні (кг)  | 47        | 44        |
| Вага дорослих тварин (кг) | 1100-1250 | 700-750   |
| Приріст (г / день)        | 1200-1600 | 1200-1600 |

## Поширення
Бельгійська біло-блакитна порода поширена на території Бельгії та Франції, а також частково у Німеччині.
У Бельгії порода представляє 50% національного стада, яке нараховує майже 1,1 млн корів. 61% Бельгійської біло-блакитної знаходиться в Валлонії і 39% у фламандській частині країни.